# NGC 6086
NGC 6086 ist eine 12,9 mag helle elliptische Galaxie vom Hubble-Typ E3 im Sternbild Nördliche Krone und etwa 432 Millionen Lichtjahre von der Milchstraße entfernt.
Sie wurde am 24. Juni 1864 von Albert Marth entdeckt.